# Едигаров, Давид-бек
Давид-бек Керим-бек оглы Едигаров (азерб. Davud bəy Yadigarov; 19 [31] мая 1882, Текали, Борчалинский уезд, Тифлисская губерния, Российская империя — 31 августа 1947, Нью-Йорк, Нью-Йорк) — российский и азербайджанский военачальник, генерал-майор.

## Биография
Давид-бек Едигаров родился в 1882 году в селе Текели Борчалинского уезда в семье азербайджанского владетельного бека из Борчалы Керим-бека Едигарова. Мать была грузинкой.
10 августа 1903 года окончил Петербургский пажеский корпус и произведён корнетом в Нижегородский драгунский полк Кавказской кавалерийской дивизии.
Участник русско-японской войны. 25 октября 1904 года корнет Д. Едигаров добровольцем отправился в Мукден в распоряжение Главнокомандующего всеми сухопутными и морскими вооружёнными силами, действующими против Японии генерала от инфантерии генерал-адъютанта А. Н. Куропаткина.
Первую мировую войну встретил в чине штабс-ротмистра. Проходя службу в царской армии, дослужился до чина полковника.
С 1918 года в составе вновь формировавшегося по приказу главнокомандующего войсками Кавказского фронта генерала от инфантерии М. А. Пржевальского № 155 от 11 декабря 1917 года Мусульманского корпуса (с 26 июня 1918 года Отдельный Азербайджанский корпус). Командовал 2-м конным Карабахским полком.
3 августа 1919 года был назначен помощником командира Конной дивизии азербайджанской армии. В августе — ноябре 1919 года возглавлял один из сводных отрядов из состава группы войск АДР под общим командованием начальника 1-й пехотной дивизии генерала Джавад-бека Шихлинского в боях за Зангезур . Приказом правительства Азербайджанской Республики о чинах военных от 8 октября 1919 года за № 39 помощник начальника Конной дивизии полковник Едигаров Давид-бек за отличие по службе был произведён в генерал-майоры. Участвовал в боях против дашнакских отрядов за сёла Дыг, Горанзур, Ханазах, Абдалляр и др. 1 марта 1920 года и. д. штаб-офицера для поручений при военном министре генерал-майор Едигаров был назначен генералом для поручений и командировок при вновь образованном Штабе армии. После бакинской операции 28 апреля 1920 года судьба Давид-бека неизвестна.
Умер 31 августа 1947 года в Нью-Йорке и похоронен в русском кладбище в Ново-Дивееве в поселении Нануэт, штат Нью-Йорк.